# Kulturraum der Beduinen in Petra und Wadi Rum
Der Kulturraum der Beduinen in Petra und Wadi Rum wurde 2008 auf Antrag Jordaniens in die repräsentative Liste des Immateriellen Kulturerbes der Menschheit aufgenommen.

## Immaterielles Kulturerbe der Bedu
Die jordanische Regierung als Antragstellerin skizzierte das Kulturerbe der südjordanischen Beduinen in folgender Weise:
Die Beduinen im Süden Jordaniens (sie werden im Kontext des UNESCO-Welterbes stets Bedu genannt, von Shamdin dagegen Bedul) sind teilweise sesshafte, teilweise nomadisch lebende Gemeinschaften. Sie leben besonders in der Gegend von Petra und dem Wadi Rum im semi-ariden Hochland und in Wüsten. Zwischen den sesshaften und den nomadischen Gruppen hat sich dabei eine Art von Kooperation herausgebildet, so dass beide Lebensweisen einander ergänzen.
Einige Ethnien (Bdul, Ammarin, Sa’idiyyin) benutzen bis heute die von den Nabatäern angelegten Wasserreservoirs in der Gegend von Petra. Sie betreiben eine traditionelle Herdenwirtschaft und damit verbundene Tätigkeiten.
Die Bedu in Petra und dem Wadi Rum haben ein umfassendes überliefertes Wissen über die regionale Fauna und Flora, Heilkunde, Kamelzucht sowie Zeltherstellung. Hinzu kommen besondere Erfahrung bei der Orientierung im Gelände und beim Klettern. Insgesamt sind sie mit ihrer Umwelt sehr vertraut.
Die Bedu haben einen komplexen moralischen und sozialen Code entwickelt. Ihr gesamtes Wissen wird mündlich tradiert. Dazu gehören auch Gedichte, Erzählungen und Lieder, die oft an bestimmte Orte anknüpfen und mit der Geschichte der Bedu verbunden sind.
In der zweiten Hälfte des 20. Jahrhunderts wurde die sesshafte Lebensweise für die Bedu immer attraktiver. Die Ausbildung der Kinder und die Gesundheitsversorgung verbesserten sich für sie ebenso wie die Wohnqualität. Auf der anderen Seite ging ein Großteil der überlieferten Kenntnisse verloren. Hinzu kam der Wüstentourismus. Das Interesse der Reisenden an vermeintlich „authentischer Beduinenkultur“ wirkt sich ungünstig auf die Lebensweise der südjordanischen Bedu aus.

## Die Bedu im materiellen Weltkulturerbe Petra

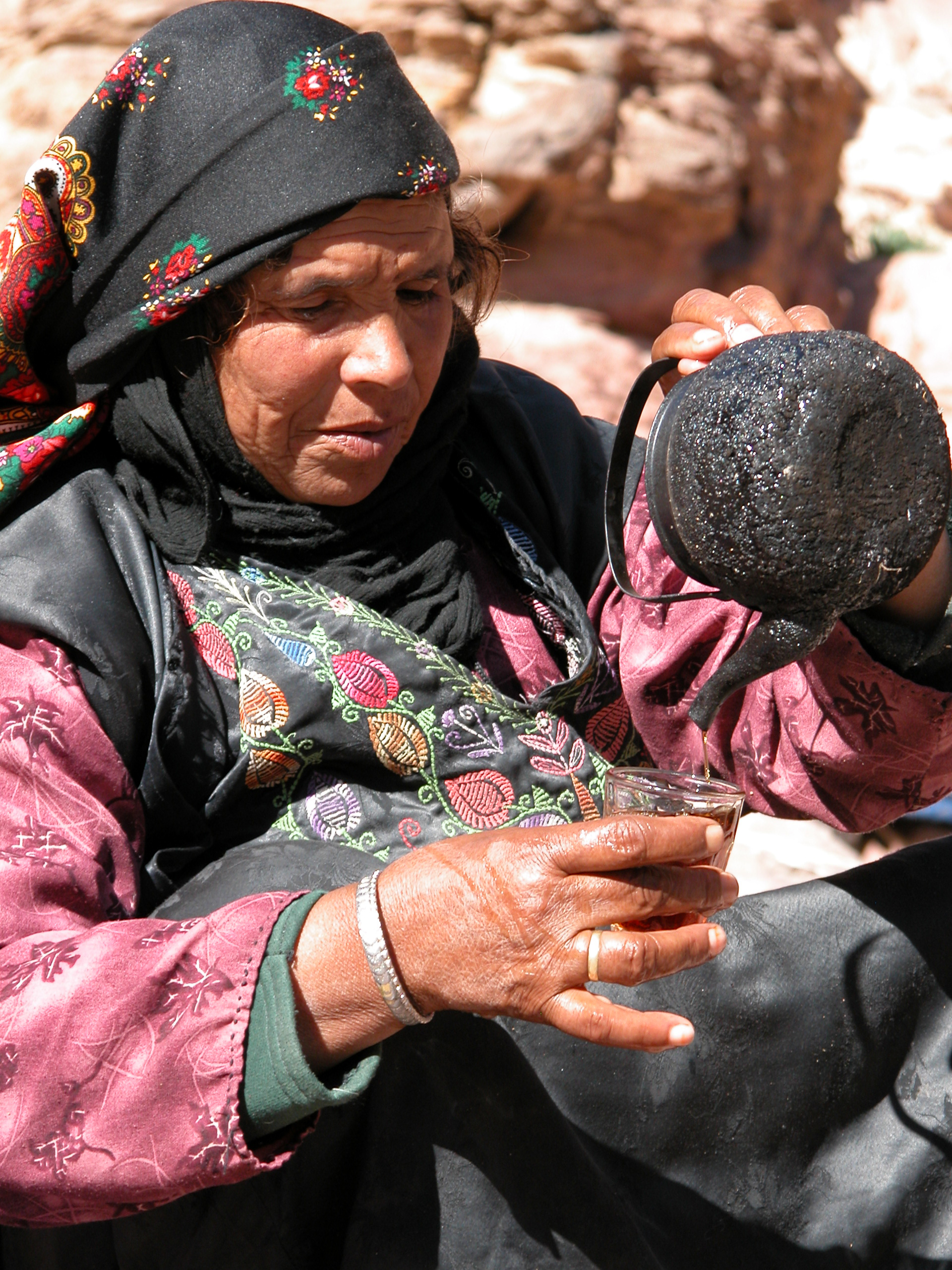
Eine Frau serviert Tee (Petra, 2004)

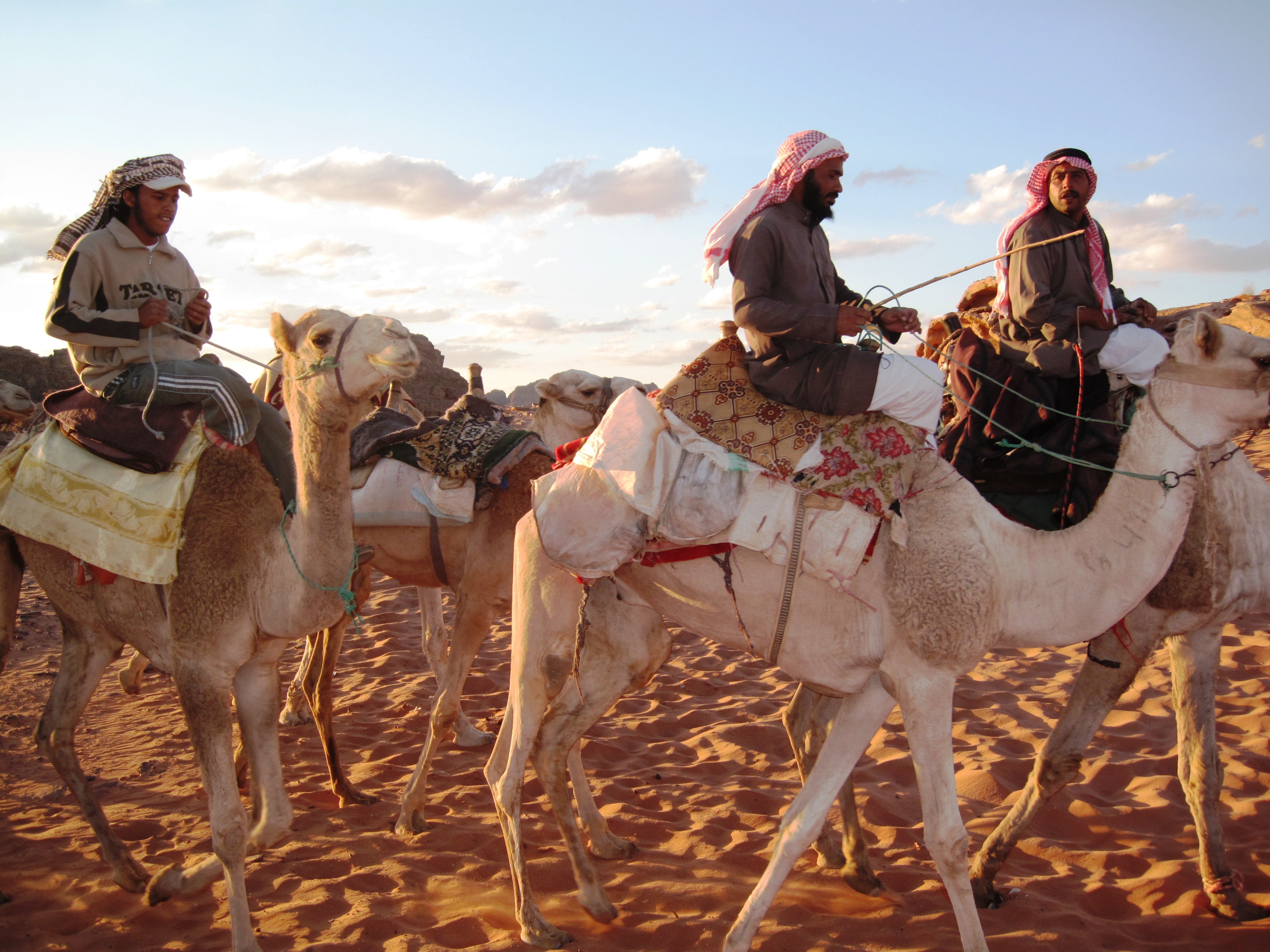
Kamelreiter (Wadi Rum, 2009)

Die Nabatäerstadt Petra wurde seit 1920 touristisch erschlossen und 1985 als Weltkulturerbe ausgewiesen. Lange bevor die Touristen kamen, hatten aber schon die Bedu in Petra gesiedelt, und Weltkulturerbe hieß für sie konkret, dass sie weichen sollten. 1968 wurde ein Umsiedlungsplan beschlossen, aber erst in den 1980er Jahren kam die Zwangsumsiedlung in Gang. Die Bedu wurden nördlich von Petra angesiedelt, unter anderem versprach ihnen die Regierung, dass sie Arbeit im Tourismussektor finden könnten.
Der Islamwissenschaftler Sammy Shamdin lebte 2016 als teilnehmender Beobachter in Umm Sayhoun, einer Siedlung, die 2008 mit einem Schild am Ortseingang zum Beduin Village erklärt worden war. Das Schild war eine Folge davon, dass die Beduinenkultur in diesem Jahr den Status eines immateriellen Welterbes erhalten hatte; den meisten Bewohnern war dies aber unbekannt. Für sie bedeutete das Ortseingangsschild, dass sie keine Hotels und Souvenirläden eröffnen durften. Deshalb fühlten sie sich benachteiligt gegenüber den Bewohnern des Nachbardorfs, das kein solches Prädikat erhalten hatte und vom Tourismus lebte. Dass die Regierung mit dieser Auflage die traditionelle Bedu-Kultur vor Veränderungen schützen wollte, war für die Einwohner von Umm Sayhoun auch nicht nachvollziehbar.

## Aktionsplan
Ein Aktionsplan des Jordanian Hashemite Fund for Human Development, der von 2006 bis 2009 befristet war, widmete sich dem gefährdeten Kulturerbe der Bedu. Er hatte zwei Schwerpunkte: die Sammlung und Weitergabe des mündlich überlieferten Wissens, und zweitens die Erforschung des praktischen Erfahrungsschatzes, den die Bedu in der Kamelhaltung und in der Weberei besitzen. Diese beiden Wissensgebiete werden auch als die Säulen der Bedu-Kultur bezeichnet.

## Projekte
Ende 2014 legte die jordanische Regierung einen Bericht über die seither angelaufenen Projekte zugunsten des Bedu-Kulturerbes vor. Ein Schwerpunkt waren zahlreiche Festivals mit unterschiedlichen Themen. Der Bericht stellte fest, dass touristische Agenturen generell an der Lebensweise der Beduinen und besonders an Kulturfestivals interessiert seien, insbesondere solchen, bei denen Kamele eine Rolle spielten. Touristenausflüge ins Wadi Rum und nach Petra unterstützten oft Aktivitäten, die mit dem Kulturerbe zu tun hätten, „aber trotzdem sollten solche Bemühungen reguliert werden.“
Im Jahr 2017 veranstaltete das UNESCO-Büro in Amman gemeinsam mit dem jordanischen Kultusministerium einen Kulturerbe-Workshop in Mafraq, einer Wüstenstadt, in der viele Flüchtlinge leben. Bei diesem Workshops stellten Beduinen ihre Kultur der Kaffeezubereitung vor: das Rösten der Kaffeebohnen über dem Feuer, das Zermahlen in einem mehbash und dem Gebrauch einer schönen della, womit der Kaffee den Gästen kredenzt wird. Dann tauschte man sich über die zahlreichen Anlässe aus, bei denen Kaffee für die Bedu einfach dazugehört.